# باز وليامز
باز وليامز (بالإنجليزية: Buzz Williams)‏ هو مدرب كرة سلة أمريكي، ولد في 1 سبتمبر 1972 في غرينفيل في الولايات المتحدة.

## روابط خارجية
- باز وليامز على موقع كلية كرة السلة في سبورتس رفرنس.كوم (الإنجليزية)